# Hilfe! Jeder ist der Größte
Hilfe! Jeder ist der Größte (Originaltitel: Life with Mikey) ist eine amerikanische Filmkomödie aus dem Jahr 1993. Regie führte James Lapine, das Drehbuch schrieb Marc Lawrence.

## Handlung
Die Zeit als erfolgreicher Kinderstar ist für Michael Chapman längst Vergangenheit. Als drittklassiger Künstleragent für Kinderstars versuchen er, sein Bruder und seine schrille Sekretärin Geena, eine neue Shirley Temple zu entdecken, um die Agentur vor dem Ruin zu bewahren. Auf der Suche nach einem rentablen Talent stößt er auf die zehnjährige Taschendiebin Angie, die beim Klauen ertappt wird und sich mit einer bühnenreifen Vorstellung aus der Situation rettet. Michael sieht seine Chance gekommen und nimmt die kleine Kleptomanin unter Vertrag. Als Angie aber kurzerhand in seine Junggesellenwohnung einzieht und sein Leben auf den Kopf stellt, ist er sich seines Glücks nicht mehr so sicher. Denn Angie ist ein Alptraum für jeden Manager!
Je mehr sich die beiden kennenlernen, desto mehr schließt Michael die kleine Angie in sein Herz. Und auch Angie beginnt sich Michael gegenüber zu öffnen und versteckt sich nicht mehr vor ihren Gefühlen. Doch dann läuft plötzlich alles aus dem Ruder und die Existenz der Agentur steht auf dem Spiel. Denn Angie konnte nur mit der Erlaubnis ihres Erziehungsberechtigten unter Vertrag genommen werden. Da sie vorgab, dass ihr Vater tot sei, musste ihre Schwester den Vertrag unterschreiben. Es stellt sich heraus, dass Angies Vater am Leben ist und in einer Klinik für Alkoholkranke lebt. Sollte ihr Vater den Vertrag nicht unterzeichnen, muss Michaels Agentur für sämtliche Kosten des Werbespots aufkommen. Die ganze Situation verschlimmert sich, als auch noch der wichtigste Klient der Agentur kündigt. Nach einem Streit zieht Angie wieder zu ihrer Schwester. Michael engagiert ein Treffen zwischen Angie und ihrem Vater und beide kommen sich wieder näher. Dank Angies Hilfe kehrt der für die Agentur so wichtige Klient zurück. 
Als dann noch ein kleines Mädchen mit einer wahnsinnig guten Stimme bei der Agentur vorsingt, wendet sich alles zum Guten. Das Mädchen wird sofort unter Vertrag genommen und die Agentur ist gerettet.

## Kritiken
Roger Ebert schrieb in der Chicago Sun-Times vom 4. Juni 1993, die Komödie sei eine warmherzige Wiederverwertung der Elemente aus vielen anderen Filmen. Es gebe nichts im Drehbuch, was nicht bereits zuvor verwendet würde, es gebe jedoch einige „nette Wendungen“. Die Darstellung von Christina Vidal mache den Film „anschaubar“, während Michael J. Fox zumeist verloren wirke.
film-dienst schrieb, der Film sei eine „eng an einschlägigen Vorbildern orientierte sympathische, sorgfältig inszenierte Komödie, die bei aller Turbulenz auch nachdenkliche Töne“ anschlage. Er sei „bis in die Nebenrollen treffend besetzt und überzeugend gespielt“.

## Auszeichnungen
Christina Vidal erhielt im Jahr 1994 den Young Artist Award in zwei Kategorien. David Krumholtz und der Film in der Kategorie Herausragende Komödie wurden für den gleichen Preis nominiert.

## Hintergründe
Der Film wurde in New York City und in Toronto gedreht. Seine Produktionskosten betrugen schätzungsweise 2 Millionen US-Dollar. Der Film spielte in den Kinos der USA ca. 12,4 Millionen US-Dollar ein.